# Chocolate a la taza
Chocolate a la taza ist ein Erzeugnis aus verschiedenen Vorprodukten aus Kakao, Zuckerarten und Mehl oder Weizen-, Reis- oder Mais-Stärke, das mindestens 35 Prozent Gesamtkakaotrockenmasse enthält, davon mindestens 18 Prozent Kakaobutter und mindestens 14 Prozent fettfreie Kakaotrockenmasse, und höchstens 8 Prozent Mehl oder Stärke.
Chocolate familiar a la taza ist ein Erzeugnis aus verschiedenen Vorprodukten  aus Kakao, Zuckerarten und Mehl oder Weizen-, Reis- oder Maisstärke, das mindestens 30 Prozent Gesamtkakaotrockenmasse enthält, davon mindestens 18 Prozent Kakaobutter und mindestens 12 Prozent fettfreie Kakaotrockenmasse, sowie höchstens 18 Prozent Mehl oder Stärke.
Beide Varianten stammen aus der spanischen Küche. 